# The Klezmatics
The Klezmatics is een Amerikaanse band uit New York, die de klezmer-muziek van de Joden van Oost-Europa combineert met tal van muzikale invloeden, van jazz tot ska en rock. Met hun karakteristieke crossover-mix behoren ze wereldwijd tot de commercieel meest succesvolle vertolkers van populaire Joodse muziek. In februari 2007 ontving hun album Wonder Wheel een Grammy Award met opnamen van onbekende teksten van Woody Guthrie als het beste hedendaagse wereldmuziekalbum.

## Bezetting
Huidige bezetting
- Lorin Sklamberg (leadzang, accordeon, piano)
- Frank London (trompet, bugel, kornet, althoorn, piano, orgel, keyboards, percussie, zang)
- Lisa Gutkin (viool, zang, vanaf 2002)
- Matt Darriau (altsaxofoon, klarinet, basklarinet, kaval, percussie, zang)
- Paul Morrissett (basgitaar, tsimbel, piano, viool, draaiorgel, alt- en baritonhoorn, hardangerfiedel, zang)
- David Licht (drums, percussie, zang)

Voormalige leden
- Alicia Svigals (viool, zang, tot 2002)
- David Krakauer (klarinet, basklarinet, zang (tot en met Jews with Horns, 1994)
- Kurt Bjorling (klarinet (tot ca. 1991 en op het eerste album)

## Geschiedenis
The Klezmatics werden geformeerd in 1986. De muzikanten rond trompettist Frank London hadden voorheen heel verschillende contacten met klezmer. Londen zelf komt van jazz zoals sommige collega-muzikanten, terwijl oud-violiste Alicia Svigals uit het traditionele klezmer-circuit komt. Ze brachten hun eerste plaat uit in 1989 na een optreden op het Berlin World Music Festival Heimatklänge.
De meeste stukken van The Klezmatics komen uit het traditionele repertoire van de joden uit Oost-Europa en Noord-Amerika. Een belangrijk verschil met traditionele klezmer-ensembles is het stuwende, drumachtige ritme, dat vaak elementen van Caribische muziek bevat, evenals die van ska en andere populaire genres. De New Yorkse formatie zag grotendeels af van een statische 2/4 beat, zoals vooral gebruikelijk was in Israël in de jaren 1950.. Bovendien zijn er, vanwege de muzikale oorsprong van de muzikanten, sterke jazzinvloeden en psychedelische elementen. De muziek voor de film The Shvitz van Jonathan Berman uit 1993 bevat ook traditionals met hiphop-, rock- en freejazz-invloeden. Elementen van Zuidoost-Europese volksmuziek zijn ook terug te vinden in de arrangementen van The Klezmatics, zoals het veelvuldige gebruik van de Bulgaarse kaval door Matt Darriau. Een ander Klezmatics-project ging in première in juni 2003, een gezamenlijke productie met het Jena Philharmonic, waarin muziek van Klezmatics en hedendaagse Amerikaanse componisten werd uitgevoerd in een concertarrangement.
De taal van de meeste liederen uit het Klezmatics-repertoire is Jiddisch, met liedjes in het Engels en meer zelden Aramees, vooral in de meer recente publicaties. Bij hun eerste publicatie Shvaygn = Toyt interpreteren The Klezmatics ook een zwiefache (volksdans) die wordt gepresenteerd met de originele Beierse tekst. Jiddische liederen van Oost-Europese oorsprong, die een groot deel van het repertoire uitmaken, zijn onderverdeeld in verschillende genres: het chassidisme is de bron van liederen met religieuze en mystieke motieven, zoals Shnirele Perele, die tegen de achtergrond van de joodse pogroms in het Russische rijk, de komst van de Messias en de terugkeer van het verstrooide Joodse volk naar Israël vanuit de diaspora. Teksten over seculiere onderwerpen komen vaker voor: liefde, alcohol, geldzorgen, feesten etc.
Een andere bron zijn liederen uit de Joodse arbeidersbeweging in het Russische rijk, die zingen over de strijd van de Joden voor gelijkheid en tegen onderdrukking. (Barikadn, Dzhankoye, Ale Brider). De twee milieus van traditionele Chassidim en de ruimdenkenden voor revolutionaire ideeën vertegenwoordigden tegengestelde polen van het sociale spectrum in het pre-revolutionaire Rusland, zodat het vandaag de dag alleen mogelijk is dat liedjes van beide bronnen op een schijnbaar harmonieuze manier naast elkaar lijken te bestaan in een programma. Een ander deel van het repertoire bestaat uit Jiddische liederen die in de 20e eeuw in Noord-Amerika zijn gemaakt. Deze komen te vaak uit de Joodse arbeidersbeweging en gaan over de strijd voor sociale rechtvaardigheid (bijvoorbeeld In Kamf, Lomir heybn the Bekher).
In sommige gevallen worden traditionele liederen bijgewerkt en opnieuw geïnterpreteerd om de huidige omstandigheden weer te geven, bijvoorbeeld wanneer een couplet verweven is met het traditionele arbeiderslied Ale Brider, dat luidt: Un mir zaynen ale freylekh / Vi Yoynoson und Dovid hamelekh. (En we zijn allemaal homo / zoals Jonathan en koning David) Zanger Lorin Sklamberg, die net als violiste Alicia Svigals openlijk homo is, zinspeelt op de relatie tussen Jonatan en de latere koning David (2 Sam 1 , 26 EU), die vaak wordt geïnterpreteerd als erotisch. Het onderwerp homoseksualiteit is ook op vergelijkbare wijze in andere stukken verweven, bijvoorbeeld wanneer Sklamberg in Honikzaft uitdrukkelijk mannenkusjes wenst (Kushen zol er mikh / Mit die kushn fun zayn moyl) of wanneer hij een romantisch liefdesverhaal heeft in Loshn-Koydesh tussen een leraar en zijn leerling Moyshele. De titel van hun eerste publicatie Shvaygn = Toyt is ook de Jiddische vertaling van de act-up slogan Silence = Death.
Andere hedendaagse onderwerpen die in het repertoire van de band aan bod komen, zijn onder meer religieus fanatisme (I ain't afraid) en het lijden van vluchtelingen (An undoing world).Terwijl traditionele chassidische liedjes vaak zingen over de geneugten van het drinken van alcohol, interpreteren The Klezmatics ook een stuk dat de extase van het genieten van marihuana prijst als Gots Beste Trayst (God's Best Consolation). (Mizmor shir lehanef). Haar gezamenlijke productie The Well met de Israëlische zangeres Chava Alberstein is gewijd aan het lied van de 20e-eeuwse Jiddische auteur. Nummers domineerden hier na de Tweede Wereldoorlog in Israël, vaak gerelateerd aan de Shoah. Haar meest recente publicatie Wonder Wheel bevat instellingen uit de in 1998 ontdekte teksten van Woody Guthrie over Joodse kwesties.

## Discografie
- 1989: Shvaygn = Toyt
- 1992: Rhythm And Jews
- 1995: Jews With Horns
- 1997: Possessed
- 1998: The Well (samen met Chava Alberstein)
- 2003: Rise Up!/Shteyt oyf!
- 2004: Brother Moses smote the water
- 2006: Wonder Wheel. Lyrics by Woody Guthrie
- 2008: Tuml = Lebn - The best of the first 20 years
- 2016: Apikorsim-Heretics